# Hypsiboas bandeirantes
Espèce
Hypsiboas bandeirantes est une espèce d'amphibiens de la famille des Hylidae.

## Répartition
Cette espèce est endémique du Brésil. Elle se rencontre au-dessus de 400 m d'altitude dans l’extrême Sud de l'État de Rio de Janeiro et le Nord-Est de l'État de São Paulo.

## Publication originale
- Caramaschi & Cruz, 2013 : A new species of the Hypsiboas polytaenius clade from southeastern Brazil (Anura: Hylidae). South American Journal of Herpetology, vol. 8, p. 121-126.